# Batalla de Magetobriga
La batalla de Magetobriga és un episodi de l'enfrontament entre celtes i germànics durant el primer segle abans de Crist.
Ariovist, rei dels sueus havia creuat el Rin amb els marcomans, tribocs, nèmetes, vangíons, sedusis, sueus i carudes, des de la vall dels rius Neckar i Main al voltant del 72 aC en ajut dels sèquans en la seva lluita contra hedus i els seus aliats, que foren derrotats i perderen tots els seus nobles, el Senat i els cavallers. Amb els anys, els pobles germànics havien creuat el Rin fins a arribar ràpidament als 120.000 colons. Els sèquans, amb aquests esdeveniments i vista l'arrogància creixent d'Ariovist van decidir unir forces amb els seus veïns hedus, oblidant greuges passats per combatre junts l'enemic comú.
Després de derrotar el 15 de març del 60 aC als celtes a la batalla de Magetobriga, Ariovist va ocupar un terç del país dels sèquans i demanava un altre terç, doncs uns mesos abans havien arribat 24.000 carudes, als que calien terres i cases, amb el risc que en pocs anys, tots els gals fossin expulsats de la Gàl·lia.
Els hedus van enviar ambaixadors a Roma per demanar ajuda i el senat romà va intervenir convencent el 59 aC a Ariovist de suspendre les conquestes a la Gàl·lia a canvi d'oferir a proposta de Juli Cèsar, el títol de Rex atque amicus populi romani (rei i amic del poble romà). Ariovist, però, van continuar atacant als veïns gals amb creixent crueltat, per induir-los a buscar l'ajuda militar a Cèsar. L'aprovació de l'Assemblea del 58 aC va ser només un pretext de Juli Cèsar per obtenir el permís legal per intervenir en la seva defensa contra els invasors germànics d'Ariovist.